# 2. ŽNL Zadarska 2005./06.
Ovaj članak je podtema članka: 5. rang HNL-a 2005./06.

2. ŽNL Zadarska u sezoni 2005./06. je predstavljala drugi stupanj županijske lige u Zadarskoj županiji, te ligu petog stupnja hrvatskog nogometnog prvenstva. 
Sudjelovalo je devet klubova, a prvak je postao klub "Debeljak". 

## Sustav natjecanja
Devet klubova igralo dvokružnu ligu (18 kola, 16 utajmica po klubu).

## Momčadi
- Dalmatinac – Crno
- Debeljak – Debeljak
- Gorica – Gorica
- HAŠK '99 – Benkovac
- Jasenice – Jasenice
- Paklenica – Starigrad
- Podgradina – Podgradina
- Sveti Mihovil – Sutomišćica
- Vrčevo – Glavica

## Ljestvica
| Poz. | Momčad            | U  | P  | N | I  | G+ | G– | G+/– | Bod. | Nastavak natjecanja ili ispadanje |
| ---- | ----------------- | -- | -- | - | -- | -- | -- | ---- | ---- | --------------------------------- |
| 1.   | Debeljak (P)      | 16 | 11 | 3 | 2  | 45 | 23 | +22  | 36   | 1. ŽNL                            |
| 2.   | Gorica            | 16 | 12 | 0 | 4  | 33 | 15 | +18  | 36   | 1. ŽNL                            |
| 3.   | Sveti Mihovil     | 16 | 8  | 2 | 6  | 35 | 29 | +6   | 26   |                                   |
| 4.   | Vrčevo            | 16 | 8  | 2 | 6  | 24 | 30 | −6   | 26   |                                   |
| 5.   | HAŠK '99 Benkovac | 16 | 7  | 4 | 5  | 48 | 30 | +18  | 25   |                                   |
| 6.   | Podgradina        | 16 | 7  | 2 | 7  | 34 | 28 | +6   | 23   |                                   |
| 7.   | Paklenica         | 16 | 6  | 3 | 7  | 34 | 30 | +4   | 21   |                                   |
| 8.   | Jasenice          | 16 | 3  | 1 | 12 | 19 | 41 | −22  | 10   |                                   |
| 9.   | Dalmatinac        | 16 | 1  | 1 | 14 | 17 | 63 | −46  | 4    |                                   |

## Rezultatska križaljka
| kratica | klub                      | DAL | DEB | GOR | HAŠK | JAS | PAK | POD | SVM | VRČ |
| --- | ------------------------- | --- | --- | --- | ---- | --- | --- | --- | --- | --- |
| DAL | Dalmatinac Crno           |     |     |     |      |     |     |     |     |     |
| DEB | Debeljak                  |     |     |     |      |     |     |     |     |     |
| GOR | Gorica                    |     |     |     |      |     |     |     |     |     |
| HAŠK | HAŠK '99 Benkovac         |     |     |     |      |     |     |     |     |     |
| JAS | Jasenice                  |     |     |     |      |     |     |     |     |     |
| PAK | Paklenica Starigrad       |     |     |     |      |     |     |     |     |     |
| POD | Podgradina                |     |     |     |      |     |     |     |     |     |
| SVM | Sveti Mihovil Sutomišćica |     |     |     |      |     |     |     |     |     |
| VRČ | Vrčevo Glavica            |     |     |     |      |     |     |     |     |     |
| |                           |     |     |     |      |     |     |     |     |     |
| podebljan rezltat - igrano u prvom dijelu lige (1. – 9. kolo) rezultat normalne debljine - igrano u drugom dijelu lige (10. – 18. kolo) rezultat nakošen - nije vidljiv redoslijed odigravanja međusobnih utakmica iz dostupnih izvora prekrižen rezultat - poništena ili brisana utakmica p - utakmica prekinuta p.f. - rezultat 3:0 bez borbe |                           |     |     |     |      |     |     |     |     |     |

 Izvori: 

## Vanjske poveznice
- nszz-zadar.hr, Nogometni savez Zadarske županije